# Ancistrocladus
Ancistrocladus je biljni rod rasprostranjen po Indijskom potkontinentu, Indokini, Borneu, Sumatri, Andamanima i tropskoj Africi. Njegovih 19 priznatih vrsta čini samostalnu porodicu Ancistrocladaceae koja se danas uključuje u red Caryophyllales.

## Vrste
Rod  uključuje 19 vrsta:
- Ancistrocladus abbreviatus Airy Shaw
- Ancistrocladus attenuatus Dyer
- Ancistrocladus barteri Scott Elliot
- Ancistrocladus congolensis J.Léonard
- Ancistrocladus ealaensis J.Léonard
- Ancistrocladus grandiflorus Cheek
- Ancistrocladus griffithii Planch.
- Ancistrocladus guineensis Oliv.
- Ancistrocladus hamatus (Vahl) Gilg
- Ancistrocladus heyneanus Wall.
- Ancistrocladus ileboensis Heubl, Mudogo & G.Bringmann
- Ancistrocladus korupensis D.W.Thomas & Gereau
- Ancistrocladus letestui Pellegr.
- Ancistrocladus likoko J.Léonard
- Ancistrocladus pachyrrhachis Airy Shaw
- Ancistrocladus robertsoniorum J.Léonard
- Ancistrocladus tanzaniensis Cheek & Frimodt-Møller
- Ancistrocladus tectorius (Lour.) Merr.
- Ancistrocladus wallichii Planch.